# Peña Mira
Peña Mira är en bergstopp i Spanien.   Den ligger i provinsen Provincia de Zamora och regionen Kastilien och Leon, i den nordvästra delen av landet, 280 km nordväst om huvudstaden Madrid. Toppen på Peña Mira är 1 216 meter över havet, eller 304 meter över den omgivande terrängen. Bredden vid basen är 6,2 km.
Terrängen runt Peña Mira är kuperad åt sydväst, men åt nordost är den platt. Runt Peña Mira är det mycket glesbefolkat, med 3 invånare per kvadratkilometer. Närmaste större samhälle är San Vitero, 18,8 km sydost om Peña Mira. 